# Alsóbodok
Alsóbodok (1899-ig Bodok, szlovákul Dolné Obdokovce) község Szlovákiában, a Nyitrai kerületben, a Nyitrai járásban. Ágostonhalma tartozik hozzá.

## Fekvése
A zoboralji község Nyitrától 9 km-re keletre fekszik.

## Története
1228-ban Bodok néven említik először. 1283-ban Bodak, 1335-ben utraque Bodak alakban szerepel az írott forrásokban. 1228-ban a Garamszentbenedeki apátság és a Nyitrai egyházmegye birtoka. 1283-ban a nyitrai váruradalom része. 1318-ban a nyitrai püspök tiltakozott a kalászi vámnál a bodoki és emőkei jobbágyait ért kár miatt. 1339-ben egyházát kispogrányi Sánta Petheu más birtokrészeivel együtt a püspökre és Domokos cétényi rektorra hagyta, melyet azonban szomszédai hatalmaskodva elfoglaltak.
1549-től a nyitrai püspökségé. 1570-ben 4 házában 8 fejadófizető személyt írtak össze. 1586-ban és 1664-ben felégette a török. 1623-ban 3 gyereket raboltak el a törökök. 1664-ben 21 háztartásában 21 fejadófizető személy került összeírásra. 1715-ben szőlőskertje és 13 háztartása volt. 1751-ben 45 család élt a településen. 1787-ben 70 házában 485 lakos élt. 1828-ban 79 háza és 502 lakosa volt. Lakói mezőgazdasággal, szőlőtermesztéssel foglalkoztak.
Vályi András szerint "BODOK. Tót falu Nyitra Vármegyében, földes Ura a’ Nyitrai Káptalan, fekszik Pogránytól 3/4. órányira, ’s annak filiálissa, lakosai katolikusok, a’ termesztésre minden adományra nézve jó, ’s mivel közel esik Nyitrához, első Osztálybéli."
Fényes Elek szerint "Bodok, magyar falu, Nyitra vármegyében, Nyitrához keletre 1 1/2 óra: 530 katholikus lak. – Határa dombos és termékeny; erdeje, szőleje van. F. u. a primás, az esztergomi és nyitrai káptalan."
Nyitra vármegye monográfiája szerint "Nyitra-Bodok, a Nyitra és a Zsitva folyók közt elterülő hegyekben fekvő magyar falu, 606 r. kath. vallásu lakossal. Postája Pográny, táviró- és vasúti állomása Nyitra. Kath. temploma nagyon régi. Fuchs Ferencz nyitrai püspök 1796-ban megnagyobbíttatta és renováltatta. A községet két ízben, 1873-ban és 1890-ben tűz pusztította el, 1883-ban pedig éhinség sújtotta a lakosokat. Földesura a nyitrai püspök volt, kinek itt most is nagyobb terjedelmü birtoka van, s a ki a templomnak is kegyura."
A trianoni békeszerződésig Nyitra vármegye Nyitrai járásához tartozott.
2008-ban a községben rendezték meg a Kárpát-medencei szórványmagyarság konferenciáját. A Magyar Királyi Szent László Lovagrend dicsérő oklevéllel tisztelte meg a községet 2009. július 31-én Nyitrán, a piaristák Szent László templomában megtartott ünnepi szentmisén, elismeréseként e településnek a magyar kultúra és hagyomány ápolásában, az ifjú nemzedéknek magyar önazonosságra, európai méltóságra és keresztény értékrendre, valamint a más nemzetek iránti tiszteletre való nevelésében elért kimagasló eredményeiért.

## Neves személyek
- Itt született 1887-ben Ehrenfeld Nándor mérnök, író.
- Itt született 1944-ben Holec Ferencné Gyepes Ilona népdalénekes, a népművészet mestere.[12]
- Itt született 1967-ben Fehér Sándor agrármérnök, helytörténész, költő, egyetemi docens.
- Itt helyezték örök nyugalomra Esterházy Jánost 2017. szeptember 16-án a Szent Kereszt Felmagasztalása kápolnában.
- Itt tanított Hajtman Béla író, tanár.

## Nevezetességei

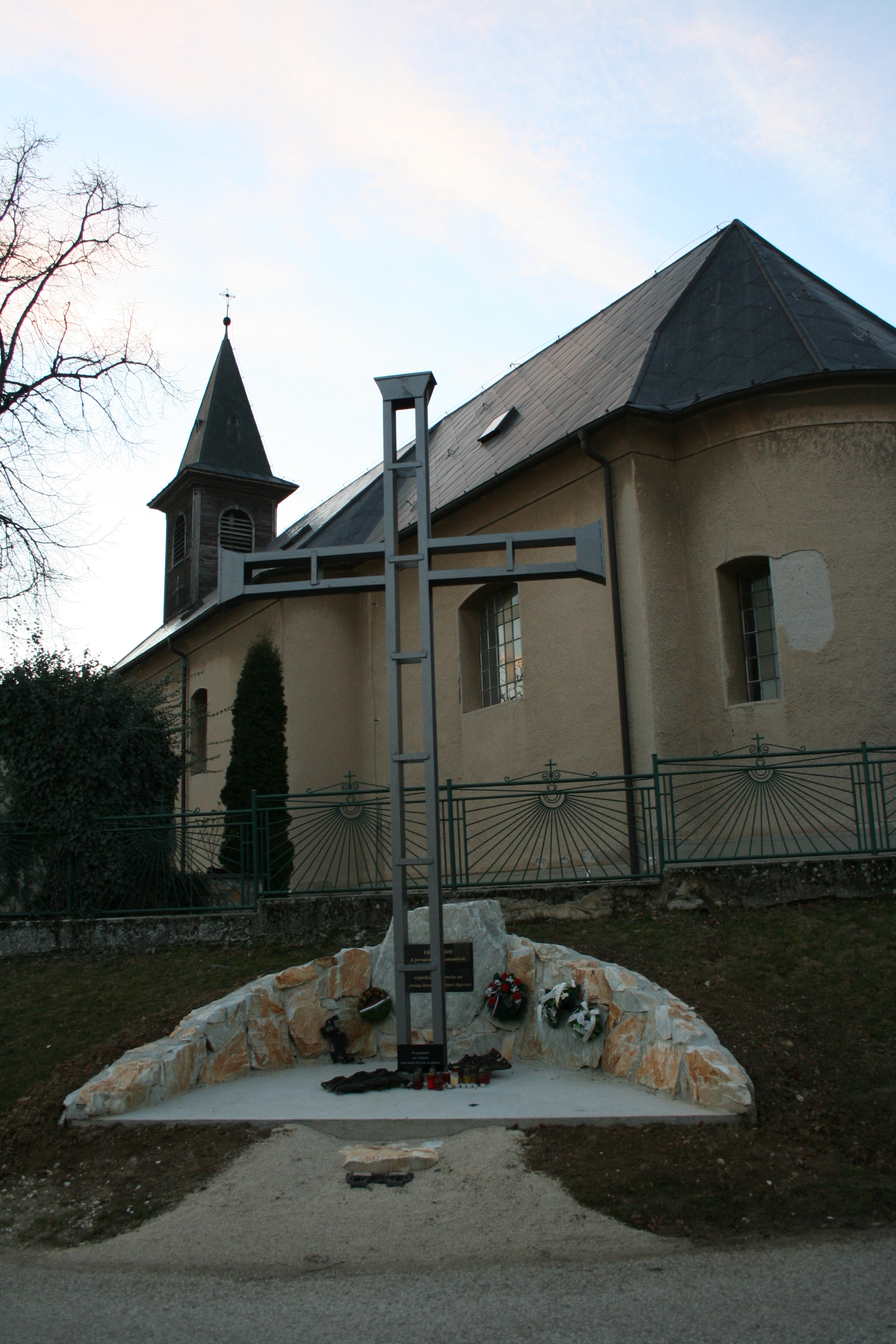
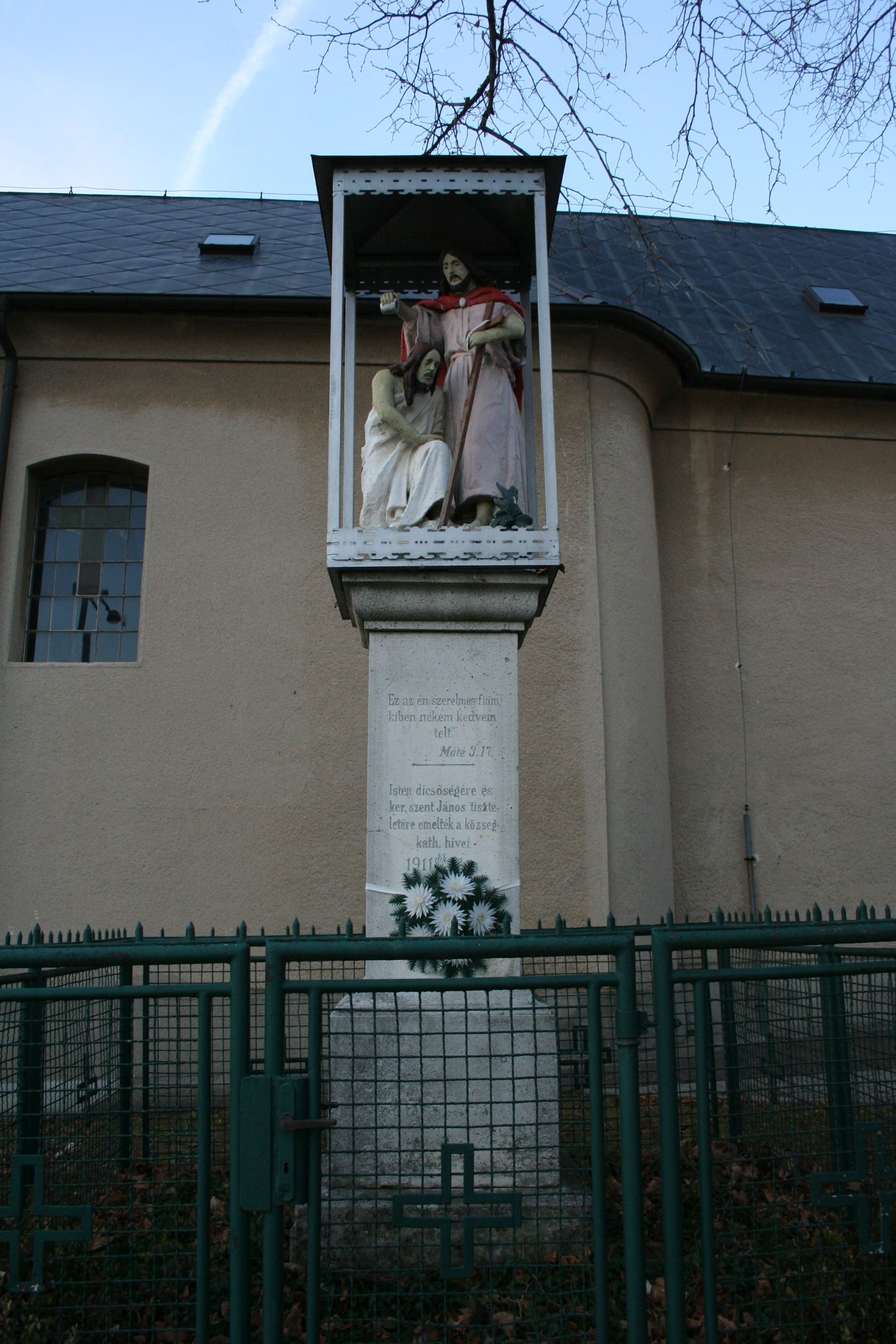
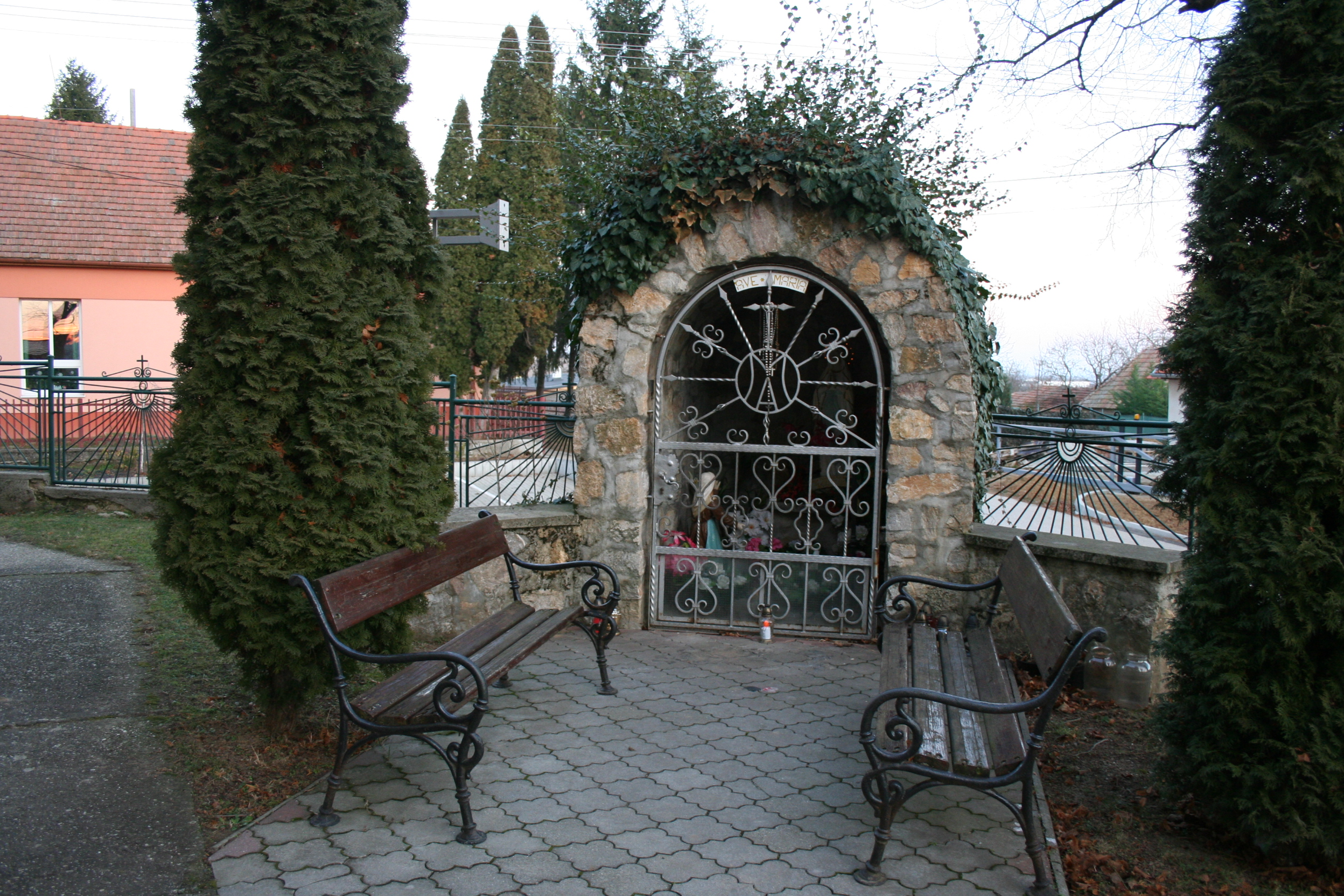
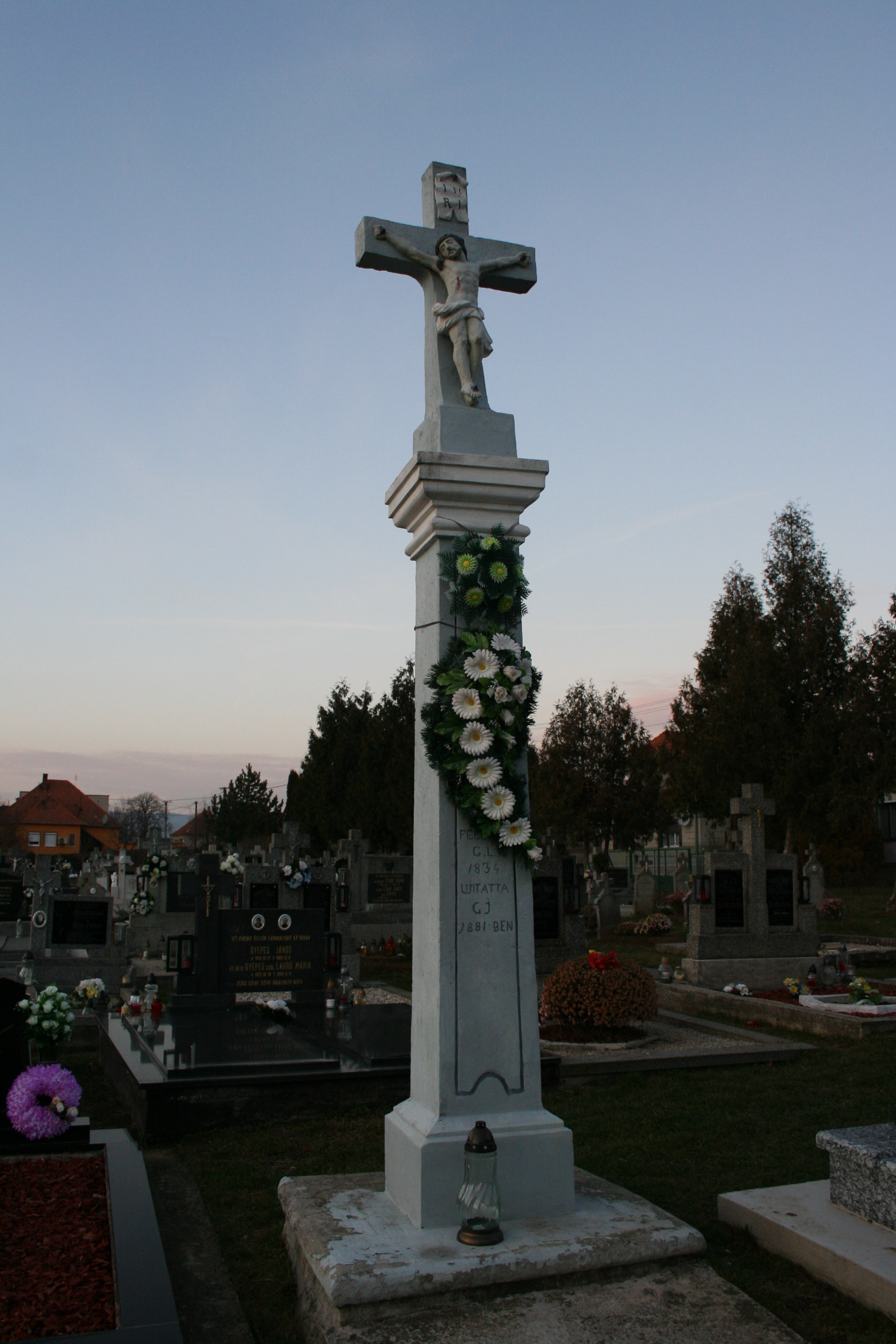
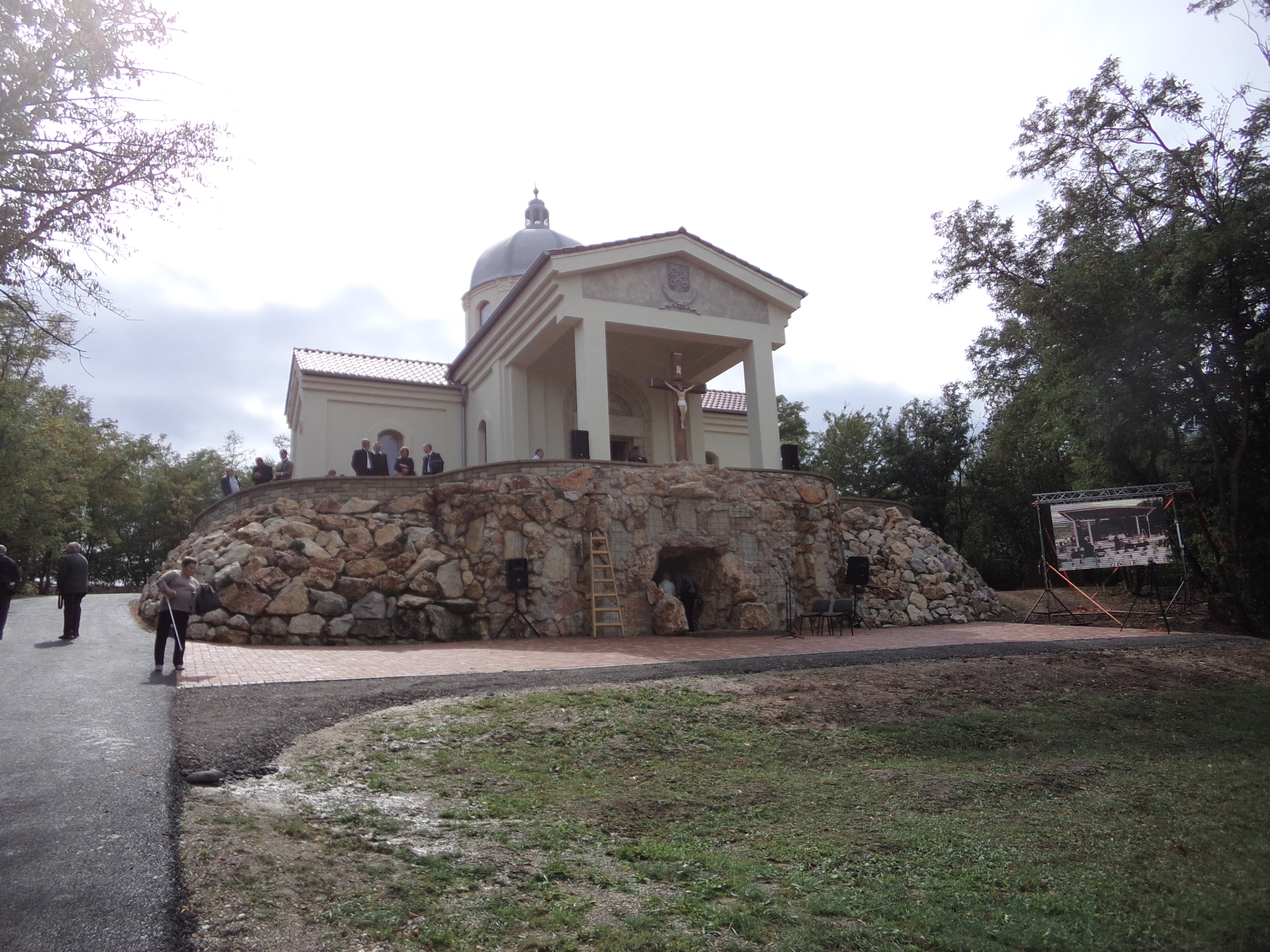
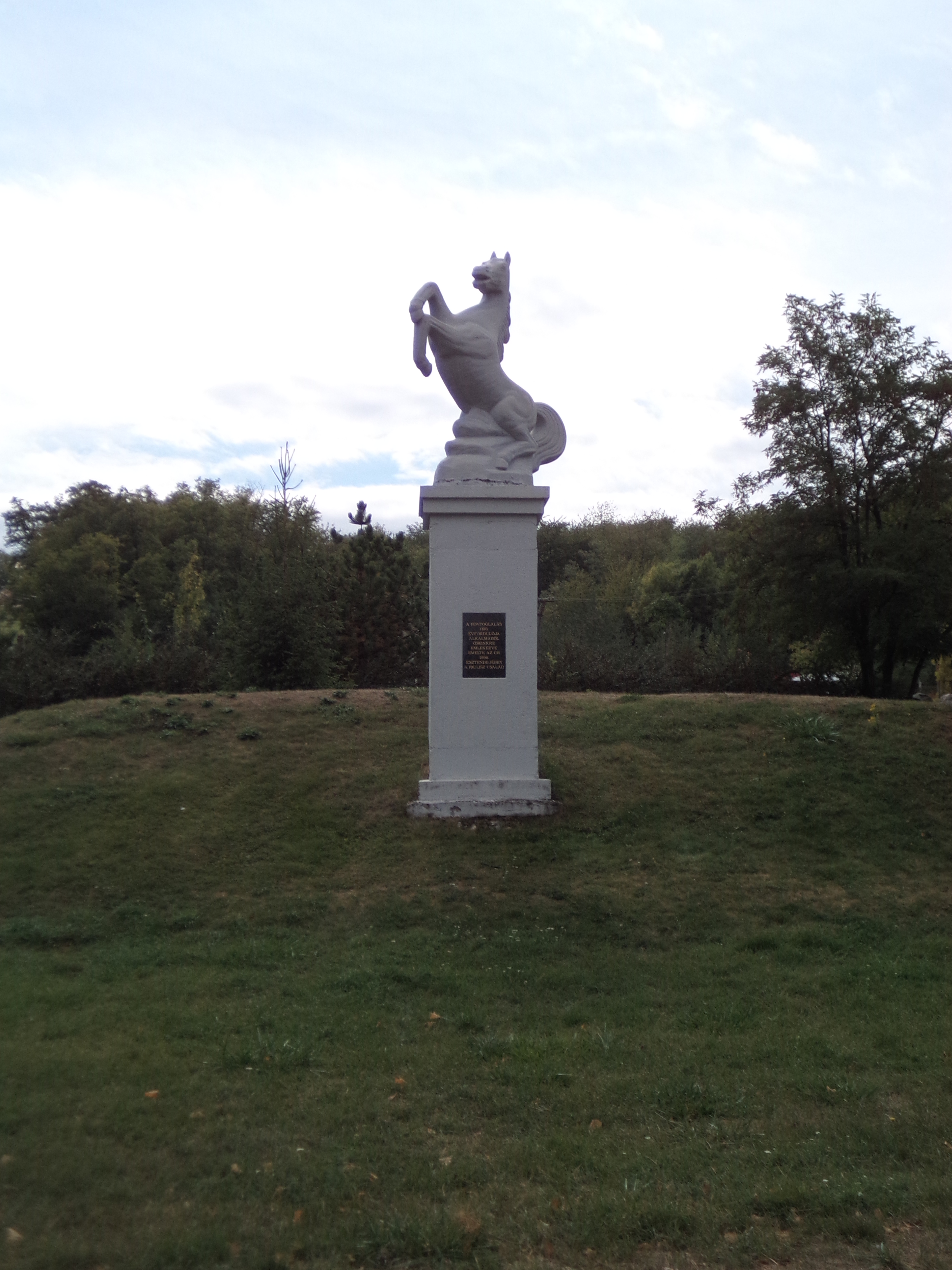
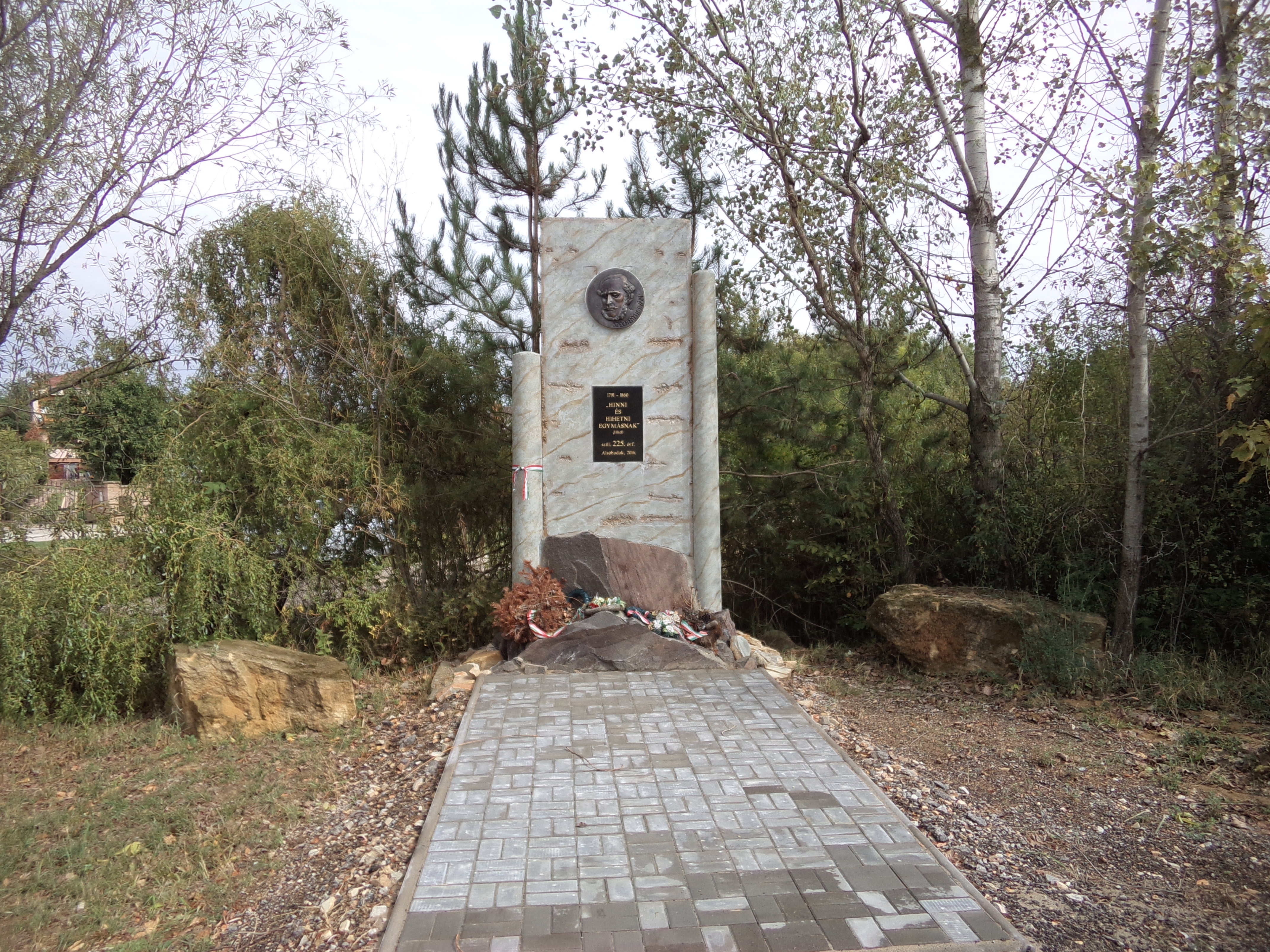
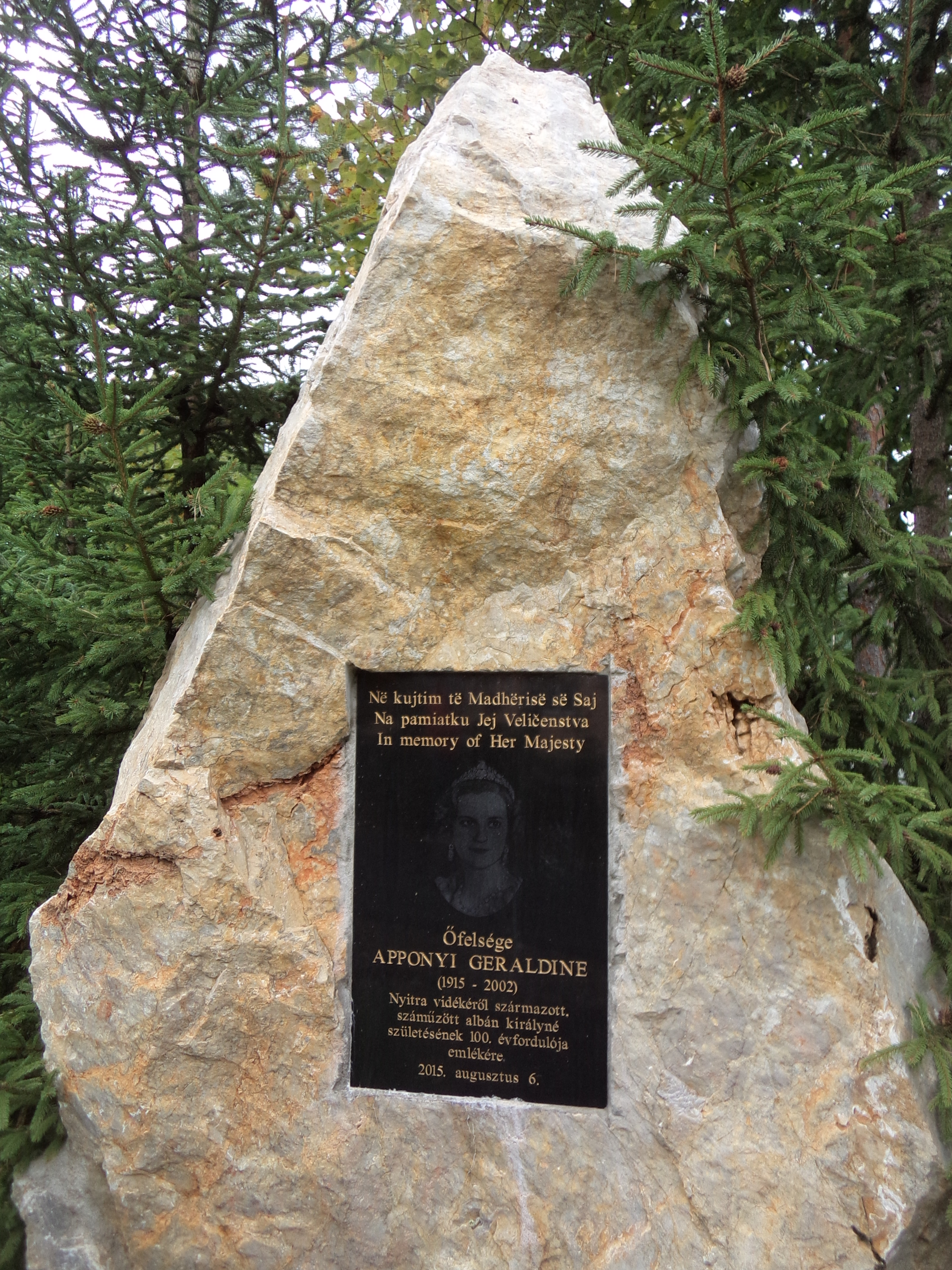

- Római katolikus temploma 12. századi eredetű, 1786-ban bővítették, a 18. század végén későbarokk stílusban építették át.
- A település kiváló borairól ismert.
- 2017-ben megnyitották a Zoboralja Múzeumot.[13]

## Népessége
| Év:            | 1994. | 2004. | 2014.   | 2024.   |
| -------------- | ----- | ----- | ------- | ------- |
| Emberek száma: | 1111  | 1111  | 1193    | 1130    |
| Eltérés:       |       | +0 %  | +7,38 % | -5,28 % |

| Év:            | 2023. | 2024.   |
| -------------- | ----- | ------- |
| Emberek száma: | 1136  | 1130    |
| Eltérés:       |       | -0,52 % |

1880-ban 523 lakosából 438 magyar, 39 szlovák, 24 német anyanyelvű és 22 csecsemő, ezek közül 494 római katolikus és 29 zsidó vallású.
1890-ben 606 lakosából 511 magyar és 78 szlovák anyanyelvű volt.
1900-ban 654 lakosából 603 magyar, 47 szlovák és 4 német volt, ebből 637 római katolikus és 17 zsidó vallású.
1910-ben 747 lakosából 713 magyar, 31 szlovák és 3 német.
1919-ben 145 házában, 763 lakosából 22 csehszlovák és 741 magyar volt.
1921-ben 760 lakosából 708 magyar és 44 csehszlovák volt.
1930-ban 818 lakosából 688 magyar és 128 csehszlovák volt.
1991-ben 1123 lakosából 872 magyar és 251 szlovák volt.
2001-ben 1159 lakosából 805 magyar és 341 szlovák volt.
2011-ben 1188 lakosából 699 magyar, 452 szlovák és 36 ismeretlen nemzetiségű volt.
2021-ben 1140 lakosából 523 magyar, 569 szlovák, 3 egyéb és 45 ismeretlen nemzetiségű volt.

## Iskolái
- Az alsó három évfolyammal működő magyar tannyelvű általános iskoláját a 2004/2005-ös tanévben 17 tanuló látogatta. A felsőbb osztályosok a pogrányi általános iskolába járnak be.
- A 2000-ben alapított Zoboralji Vállalkozási Szakközépiskola, Zoboralja egyetlen magyar tannyelvű középiskolája. A 2004/2005-ös tanévben 119 diák látogatta. Az iskola alapításában – mely sok  adminisztratív nehézséggel járt és szinte egyedülálló Szlovákiában – döntő érdemeket szereztek a helyi és környékbeli támogatók.